# جيم سيمونز (لاعب غولف)
جيم سيمونز (بالإنجليزية: Jim Simons)‏ هو لاعب غولف أمريكي، ولد في 15 مايو 1950 في بيتسبرغ في الولايات المتحدة، وتوفي في 8 ديسمبر 2005.

## وصلات خارجية
- جيم سيمونز على موقع رابطة لاعبي الغولف المحترفين (الإنجليزية)